# Don’t Play
A Don’t Play Anne-Marie, KSI és Digital Farm Animals kislemeze, KSI All Over the Place című albumáról. A dal 2021. január 15-én jelent meg a Warner és Asylum Records kiadókon keresztül, egy videóklippel együtt. A dal második helyig jutott a Brit kislemezlistán és platina minősítést kapott a Brit Hanglemezgyártók Szövetségétől (BPI), illetve további 14 országban szerepelt slágerlistákon. A 2022-es Brit Awards díjátadón jelölték az Év dala díjra.

## Munkálatok
Anne-Marie a következőt mondta a rapperrel való együttműködésről: „Nagyon nyitott és őszinte vagyok, annyira földhözragadt próbálok lenni, amennyire csak lehet, de az, hogy találkoztam JJ-vel (KSI), csak még jobban felnyitotta a szemem. Annyira őszinte, nagyon inspiráló volt. Megtanított, hogy önmagam legyek és ne változtassam meg magam mások kedvéért. A nevetése pedig annyira őrült, mint az enyém. Emiatt annyira boldog voltam.” KSI pedig így nyilatkozott: „Meghallgattam a dalt és azt gondoltam 'Anne-Marie egy slágert csinált belőle'. Alapvetően is jó volt, de eszméletlenné tette.” Nem sokkal a Don’t Play megjelenése után elmondták, hogy elkezdtek dolgozni második közös dalukon. A második közreműködésük végül az All Over the Place (Deluxe) albumon jelent meg, Little Bit of Fun címmel.

## Megjelenés
2021. január 4-én KSI megosztotta a dal egy részletét Twitteren: „Melyik női előadó működne jól ezzel a dallal?” 2021. január 6-án bejelentette, hogy a dal közreműködés Anne-Marie-vel és Digital Farm Animalsszel, a címe pedig Don’t Play lesz. A kislemez digitális letöltésként és streaming platformokon jelent meg 2021. január 15-én. A megjelenés napján kiadtak vele egy videóklipet is.

## Videóklip
A Don't Play videóklipjét Troy Roscoe rendezte, Londonban forgatták 2020 decemberének közepén. A videóklip 2021. január 15-én jelent meg KSI YouTube csatornáján 10:00-kor (UTC).
A klip elején Anne-Marie látható, ahogy lányok egy csoportja zaklatja. Ezt követően Anne-Marie elkezd KSI-val edzeni. A videó utalás Anne-Marie karate tudására és KSI ökölvívó karrierjére. Az énekesnő eltörte ujját a felvételek közben.
Négy videót adtak ki a klip készítéséről, az első Anne-Marie YouTube-csatornáján (2021. január 16.), a második Digital Farm Animals csatornáján (2021. január 18.), a harmadik KSI-én (2021. január 19.), az utolsót pedig Troy Roscoe adta ki 2021. január 25-én.

## Közreműködő előadók
A Tidal adatai alapján.
- Anne-Marie – dalszerző, vokál
- KSI – dalszerző, vokál
- Digital Farm Animals – producer, dalszerző, basszusgitár, dobok, billentyűk, ütőhangszerek, zongora, hangeffektek, vonós hangszerek, szintetizátor
- Mojam – producer, dalszerző, dobok, billentyűk, programozás, hangeffektek, szintetizátor
- Andrew Murray – dalszerző, hárfa, élő vonós hangszerek
- Sam Gumbley – dalszerző, hangmérnök (vokál)
- Richard Boardman – dalszerző
- Pablo Bowman – dalszerző
- Kevin Grainger – hangmérnök, master, keverés
- Cameron Gower Poole – hangmérnök (vokál)
- Rob Macfarlane – hangmérnök (vokál)

## Díjak és jelölések
| Év   | Díjátadó    | Kategória  | Eredmény | For.  |
| ---- | ----------- | ---------- | -------- | ----- |
| 2022 | Brit Awards | Az év dala | Jelölve  | [ 1 ] |

## Slágerlisták
| Slágerlista (2021)                        | Legmagasabb pozíció |
| ----------------------------------------- | ------------------- |
| Belgium (Ultratip Flanders)               | 14                  |
| Belgium (Ultratop Flanders Dance)         | 27                  |
| Belgium (Ultratop Wallonia Dance)         | 11                  |
| Horvátország (HRT)                        | 17                  |
| Csehország (Rádio Top 100)                | 47                  |
| Euro Digital Song Sales (Billboard)       | 4                   |
| Global 200 (Billboard)                    | 150                 |
| Global Excl. US (Billboard)               | 79                  |
| Magyarország (Single Top 40)              | 20                  |
| Írország (IRMA)                           | 9                   |
| Litvánia (AGATA)                          | 99                  |
| Hollandia (Dutch Top 40 Tipparade)        | 20                  |
| Hollandia (Single Tip)                    | 7                   |
| New Zealand Hot Singles (RMNZ)            | 4                   |
| Románia (Airplay 100)                     | 59                  |
| Svédország Heatseeker (Sverigetopplistan) | 18                  |
| Brit kislemezlista (OCC)                  | 2                   |
| US Hot Dance/Electronic Songs (Billboard) | 12                  |

## Minősítések
| Régió                    | Minősítés | Példányszám |
| ------------------------ | --------- | ----------- |
| Egyesült Királyság (BPI) | Platina   | 500,000     |

## Kiadások
| Régió              | Dátum            | Formátum                         | Kiadó             |
| ------------------ | ---------------- | -------------------------------- | ----------------- |
| Világszerte        | 2021. január 15. | - digitális letöltés - streaming | - Asylum - Warner |
| Egyesült Királyság | 2021. január 15. | kortárs slágerrádió              | - Asylum - Warner |